# Paso del Toro, Veracruz
Paso del Toro är en ort i Mexiko.   Den ligger i kommunen Medellín och delstaten Veracruz, i den sydöstra delen av landet, 300 km öster om huvudstaden Mexico City. Paso del Toro ligger 15 meter över havet och antalet invånare är 4 139.
Terrängen runt Paso del Toro är platt. Runt Paso del Toro är det ganska tätbefolkat, med 58 invånare per kvadratkilometer. Närmaste större samhälle är Veracruz, 16,2 km norr om Paso del Toro. Omgivningarna runt Paso del Toro är en mosaik av jordbruksmark och naturlig växtlighet.